# 古市忠夫
古市 忠夫（ふるいち ただお、1940年9月22日 - ）は、兵庫県神戸市長田区出身のプロゴルファー。
59歳だった2000年に、史上2番目の年長で日本プロゴルフ協会（PGA）主催のプロテストに合格するとともに、史上最年長でPGAのゴルフインストラクター資格を取得した。

## 略歴
兵庫県立星陵高等学校を経て、立命館大学経済学部を卒業。小学校から高校時代の途中までは野球部、大学時代にはボート部で活動していた。ザ・スパイダースや井上堯之バンドのメンバーであったミュージシャンの井上堯之は、高校の同級生に当たる。
大学卒業後の28歳からは、地元・長田区の鷹取商店街で「東洋カメラ店」を経営。客の誘いで30歳からゴルフを始める と、店舗の経営や地元自治会・消防団での活動と並行しながら、地元の大神戸ゴルフ倶楽部でクラブチャンピオンに輝くほどにまでゴルフの腕を上げた。その一方で、商店街・子供会・PTAの会長や、消防団の副団長を務めている。
54歳だった1995年の1月17日に、阪神・淡路大震災が発生。自身および家族は無事だったものの、自宅・店舗が全焼した。古市自身は、消防団の副分団長として、震災の発生から2日間で11人の近隣住民を救助。さらに、当時町内会長を務めていたことから、区画整理に向けたまちづくり協議会の設立などに奔走した。
震災発生から3週間後、自宅から離れた駐車場に止めていた愛車のスカイラインが焼けずに残っていることが判明。古市が鍵を作り直したうえでトランクを開けたところ、愛用のゴルフバッグ一式が入っていた。震災で自宅を失った古市にとって、唯一残った家財道具であった。古市は、バッグを見付けた瞬間について、「体中に電気が走ったような衝撃を感じた」、「『お前はこれから、ゴルフで生きなさい』と言われた気がした」と後に述懐している。
この出来事をきっかけに、自治会や消防団の活動を続けながら、カメラ店の経営に代わってプロゴルファーとして身を立てることを決意。震災発生の3ヶ月後からゴルフを再開した。神戸市区画整理審議委員会の副会長へ就任した1996年に、大神戸ゴルフ倶楽部で自身10回目のグランドチャンピオンに輝くと、1997年にはPGAから「シニアツアー登録プロ」（当時PGAが50歳以上のアマチュアゴルファーを対象に設けていたシニアツアーへの出場登録制度）に認定された。
4シーズンにわたるシニアツアーへの参加を経て、1999年に友人の勧めでPGAのプロテストを受験するも落選。還暦間近の2000年に2度目の受験で合格。自治会長としての活動やPGAティーチングプロ講習への参加などで練習の時間や環境が十分に確保できなかったにもかかわらず、2次テストから最終テストまで我慢のゴルフを続けた 末に、「1,800人の参加者から50人しか合格しない」とされる難関 を2回目でくぐり抜けた。合格時点での年齢は59歳11ヶ月24日 で、PGAのプロテストでは、前年に合格した霍本謙一の63歳8ヶ月に次ぐ高齢であった。さらに、60歳になった直後には、PGA史上最高齢でゴルフインストラクター資格を取得した。
プロテストへの合格後は、自治会や消防団などの活動を続けながら、元プロ野球選手の梨田昌孝が主宰する芸能事務所・トゥルーマサに所属。プロ2年目の2002年に関西プログランドシニアで初優勝を果たす と、2013年のシーズン終了までに10勝を挙げたほか、エージシュートを達成している。また、60代の中盤からは、ハンマー投げのフォームをヒントに自ら考案した「ハンマー打法」でドライバーの飛距離を伸ばしている。
さらに、神戸市内のゴルフ練習場でレッスンを受け持つなど、インストラクターとして定期的に活動。阪神・淡路大震災やゴルフでの体験をテーマに、講演・著述活動も展開している。このような活動の影響や、自身の高齢化による世代交代を理由に、30代から33年間参加してきた消防団を2004年4月に退団した。ただし、退団後も地域のボランティア活動を継続。ゴルフの練習・指導・大会出場の合間を縫って、巡回・清掃活動運営などに携わっている。その一方で、2014年末までに通算で530回以上の講演会に臨んだほか、日本以外の国からも講演を依頼されている。

## エピソード

### 還暦ルーキー
59歳11ヶ月24日でPGAのプロテストに合格したことを機に、『にんげんドキュメント』（NHK総合テレビジョン）が古市への密着取材を実施するなど、数多くのメディアから一躍注目された。さらに、スポーツライターの平山譲が、「還暦ルーキー」というタイトルでルポルタージュ小説を執筆。後に、石川サブロウの作画による漫画作品として、『ビジネスジャンプ』で連載された。2006年に公開された実写映画「ありがとう」は、以上の作品を基に作られている。

### 「心」を大切にするゴルフ
「プロより強いアマチュアゴルファー」と呼ばれた中部銀次郎の著書『もっと深く、もっと楽しく。』を、アマチュアゴルファー時代から愛読。中部本人とはゴルフ場で1回すれ違っただけの間柄ながら、同書を通じて「ゴルフは10パーセントの技術、10パーセントの体力、そして80パーセントの心である」という言葉に出会ったことをきっかけに、「ゴルフに大切なのは心」「ゴルフは心の格闘技」という信念でプレーに臨んでいる。古市によれば、大学時代にボート部で「諦めない心」を培ったことが、ゴルフに限らず後の人生に役立っているという。
ちなみに、ラウンドの前後には必ず、脱帽したうえでホールへ向かって深々と一礼。PGAのプロテスト中には、阪神・淡路大震災を乗り越えた末に、ゴルフで最高の試練へ挑めていることにひたすら感謝していたという。このような経緯から、自身をモデルにした作品や、自身の著書の一部のタイトルには「ありがとう」という言葉を入れた。ただし、インストラクター資格の取得に向けてゴルフの理論を学んだことから、「ゴルフのスイングに大切なのは『感性』より『理論』」とも説いている。

### タイガー・ウッズとの関係
古市は、タイガー・ウッズを「強くてうまいゴルファー」として敬愛。「還暦ルーキー」の印税の全額や、「ありがとう」の興行収入の一部をタイガー・ウッズ財団に寄付した。
また、PGAのプロテストを受験する前から、ウッズを日本に招いてゴルフで勝負することを切望。日本グランドシニア選手権のチャンピオンになった2005年には、11月15日に宮崎県のフェニックスカントリークラブで開かれた「アスリートゴルフ世界一決定戦　フェニックスチャレンジ」のトーナメント初戦で、世界ランク1位およびPGAツアーの賞金王だったウッズとのマッチプレーが実現した。3ホールにわたって争われたこの対戦で、古市はプレーオフに持ち込んだが、結局はウッズに惜敗。しかし、ウッズはプレーオフの終了後に、「パワフルなプレーだった」という表現で古市の健闘を称賛した。

## 著書
- 60歳からのティーショット（日本放送出版協会、2001年9月初版刊行、ISBN 978-4140053676）
- ゴルフは心の格闘技（ゴルフダイジェスト社、2002年8月初版刊行、ISBN 978-4772840262）- 『ゴルフダイジェスト』誌の連載を書籍化
- 「ありがとう」のゴルフ ― 感謝の気持ちで強くなる、壁を破る（ゴルフダイジェスト新書、2006年11月初版刊行、ISBN 978-4772840712）- 『ゴルフダイジェスト』誌の連載「忙中カーン!」を基に、大幅な改稿・加筆のうえで書籍化。
- 飛ばしを諦めたらアカン!!（ベースボール・マガジン社、2006年12月初版刊行、ISBN 978-4583039404）
- もう一度立ち上がり、前を向くために、伝えておきたい（ゴルフダイジェスト社、2011年11月29日初版刊行、ISBN 978-4772841405）- 印税の全額を、同年発生の東日本大震災への義援金として寄付。

## レギュラー番組
- チャレンジ!ホビー（2012年1月9日 - 2012年2月27日、NHK教育テレビ） - 講師
- 梨田昌孝・古市忠夫のゴルフ魂の法則（2006年10月8日 - 2008年、テレビ大阪） - トゥルーマサ制作のゴルフレッスン番組シリーズで、同社所属の梨田および佐々木修（いずれも日本プロ野球の近鉄バファローズOB）を指導。